# جورجيوس أمبيت
جورجيوس أمبيت (مواليد 1891) هو مبارز بالسيف يوناني، مثّل بلاده في الألعاب الأولمبية الصيفية 1928.

## روابط رياضية
جورجيوس أمبيت على موقع أوليمبيديا (الإنجليزية)